# Gelu Radu
Gelu Radu (Adjud, 3 novembre 1957) è un ex sollevatore rumeno medagliato olimpico e mondiale che ha gareggiato nella categoria dei pesi piuma (fino a 60 kg.).

## Carriera
Nel 1980 partecipò alle Olimpiadi di Mosca, che valevano anche come campionato mondiale, terminando all'8º posto finale con 265 kg. nel totale.
Tre anni dopo riuscì a vincere la medaglia di bronzo ai campionati mondiali ed europei di Mosca 1983 con 292,5 kg. nel totale, alle spalle del sovietico Yourik Sargsyan (oro con 312,5 kg.) e del bulgaro Stefan Topurov (argento con lo stesso risultato di Sargsyan).
Nel 1984 Radu prese parte alle Olimpiadi di Los Angeles, dove non seppe approfittare delle numerose assenze dei suoi avversari dovute al boicottaggio di quei Giochi Olimpici messo in atto da molti Paesi dell'Est europeo, non andando oltre 280 kg. nel totale e accontentandosi della medaglia d'argento dietro al cinese Chen Weiqiang, vincitore del titolo olimpico con 282,5 kg. nel totale. In quell'edizione dei Giochi Olimpici la competizione di sollevamento pesi era valida anche come campionato mondiale.